# Édouard de Reszke

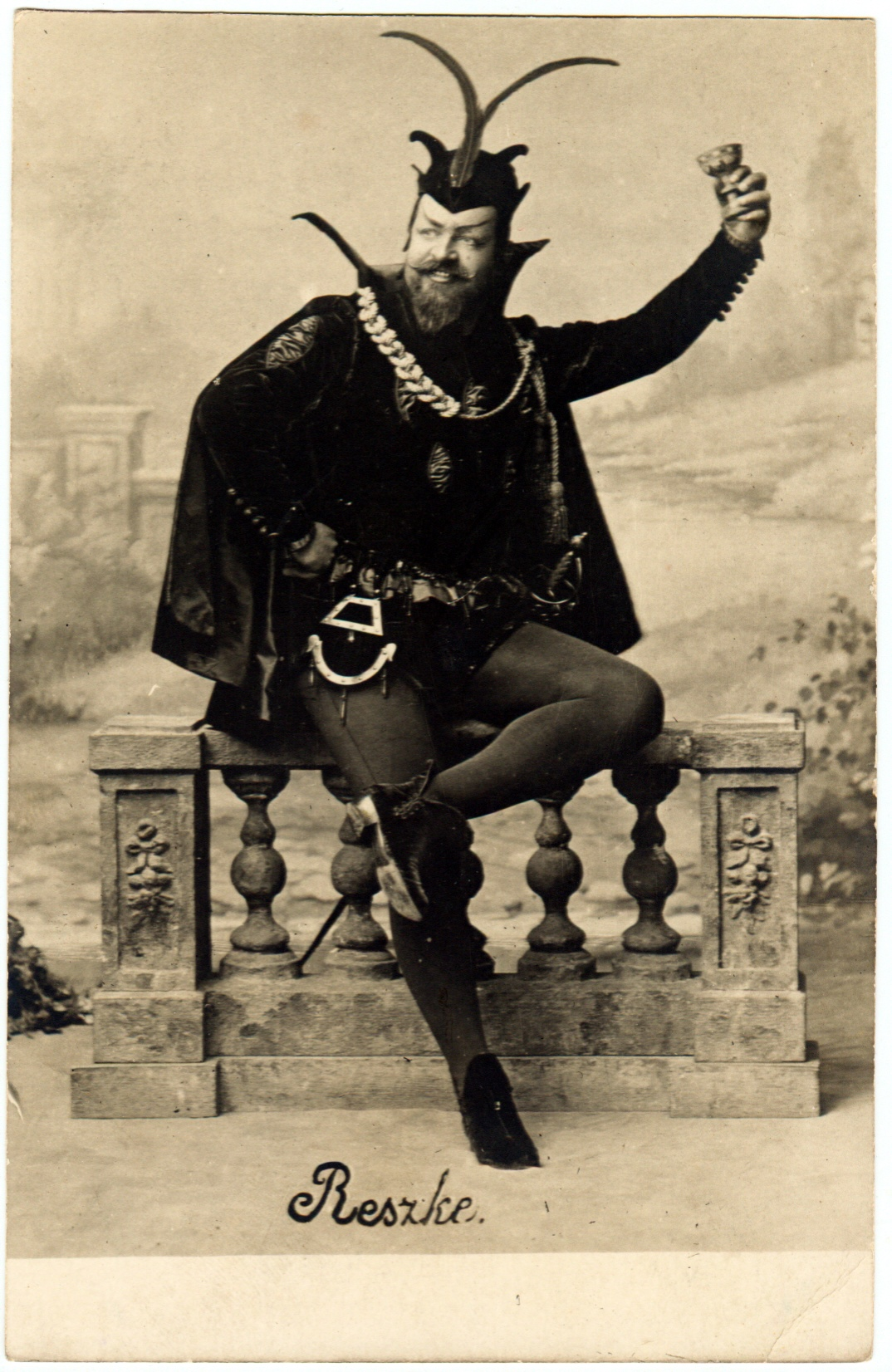
Edouard de Reszke com a Méphistophélès

Édouard de Reszke (Varsòvia, 13 de desembre de 1855 Londres, 25 de maig de 1917) fou un cantant d'òpera polonès, germà dels també cantants Jean i Josephine.
Cantat dramàtic de la corda de baix, fou alumne del seu germà Jean. Començà la seva carrera a Varsòvia, passant molt aviat al teatre Italià. Després cantà a París, Milà, Torí, Gènova i Lisboa, tornant a París, primer al Teatre Italià i després a Òpera, on es presenta en el paper de Méphistophélès de Faust de Gounod.
El 1898 deixà l'Òpera i feu diversos viatges, establint-se definitivament a Londres com a professor de cant.